# Tiazolina
Tiazolinas (ou diidrotiazóis) são um grupo de compostos heterocíclicos de 5 membros isoméricos contendo tanto enxofre quanto nitrogênio no anel. Embora tiazolinas não substituídas raramente sejam encontradas, seus derivados são mais comuns e alguns são bioativos. Por exemplo, em uma modificação pós-traducional comum, resíduos de cisteína são convertidos em tiazolinas.
O nome tiazolina origina-se da nomenclatura Hantzsch–Widman.

## Isômeros

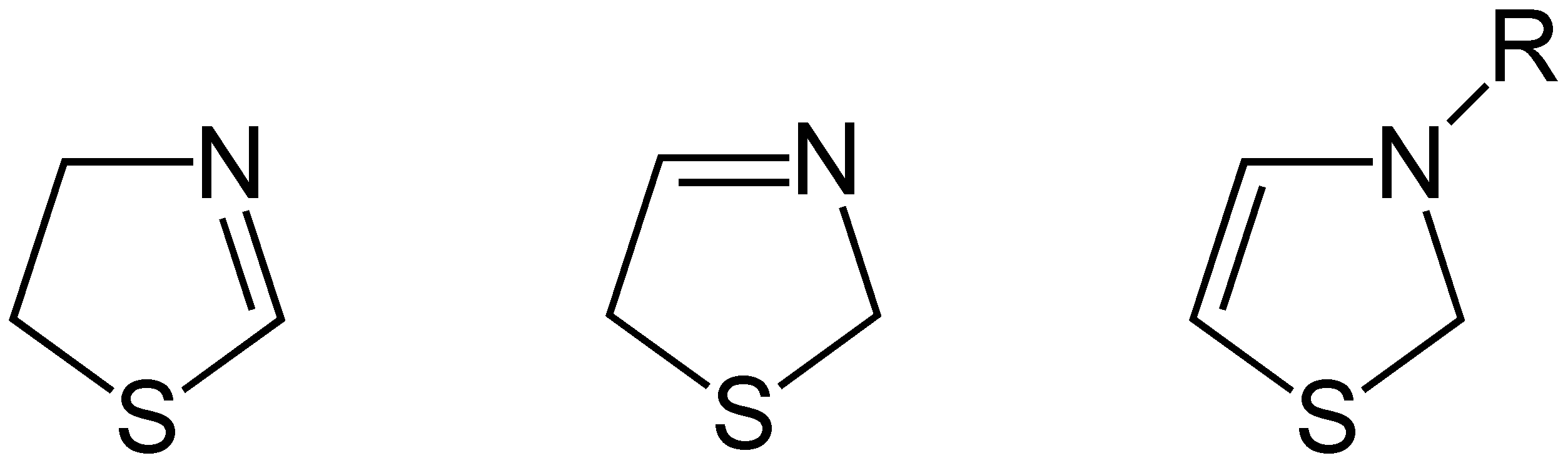
2-Tiazolina, 3-Tiazolina e 4-Tiazolina (da esquerda para a direita)

Existem três isômeros estruturais de tiazolina dependendo da posição da ligação dupla. Essas formas não são facilmente interconvertíveis e, portanto, não são tautômeros. Destes, a 2-tiazolina é a mais comum.
Existe uma quarta estrutura na qual os átomos de N e S são adjacentes; esta variedade é conhecida como isotiazolina.

## Síntese
Tiazolinas foram preparadas primeiramente por dialquilação de tioamidas por Richard Willstatter em 1909. 2-Tiazolinas são comumente preparadas de 2-aminoetanotióis (e.g. cisteamina). Podem também ser sintetizadas via a reação de Asinger.

## Aplicações
Muitas moléculas contém anéis tiazolina, um exemple sendo luciferina dos vaga-lumes, a molécula emissora de luz em vaga-lumes. O aminoácido cisteína é produzido industrialmente de tiazol substituído.